# 슈가큐브
슈가큐브(영어: Sugarcube Animation Studio)는 대한민국의 애니메이션 제작 스튜디오이다.

## OEM 작품
TV애니메이션
- 프린세스 스타의 모험일기 (2015~2019)
- 빅 시티 그린 (2018~2020,2021~)
- 아울 하우스 (2020~2023)